# Morrano
Morrano è una località spagnola situata nella comunità autonoma della Aragona.
Si trova all'interno del parco naturale della Sierra de Guara, una catena montuosa dei Pirenei, passa vicino al fiume Alcanadre.
Fa parte della comarca del Somontano de Barbastro.

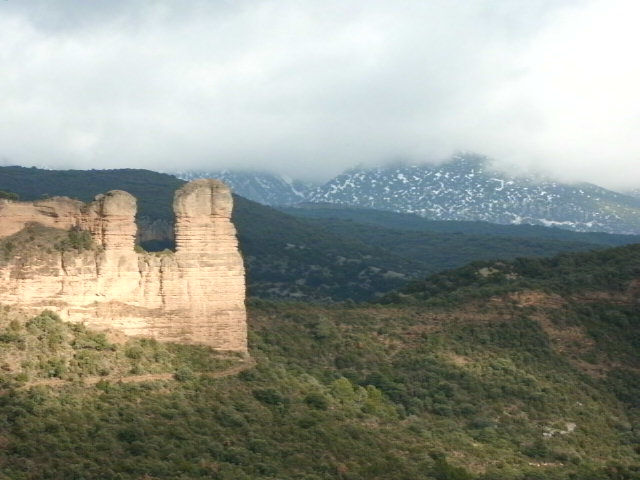
La Peña Falconera o el huevo de Morrano, una roccia formazione

## Società

### Evoluzione demografica
Ha una popolazione di 46 abitanti (2010).

## Patrimonio

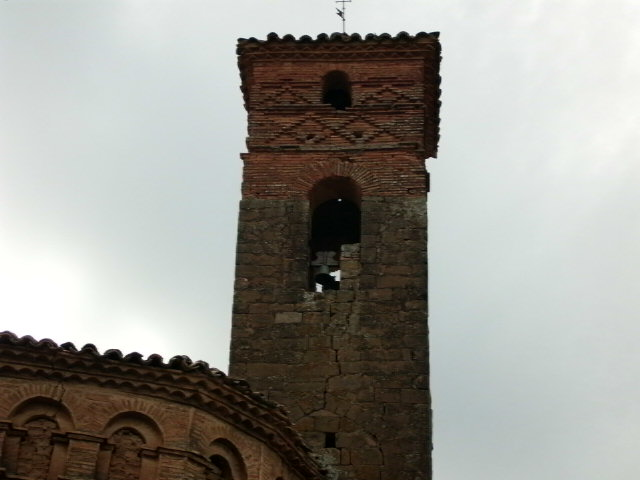
Campanile romanico e mudejar

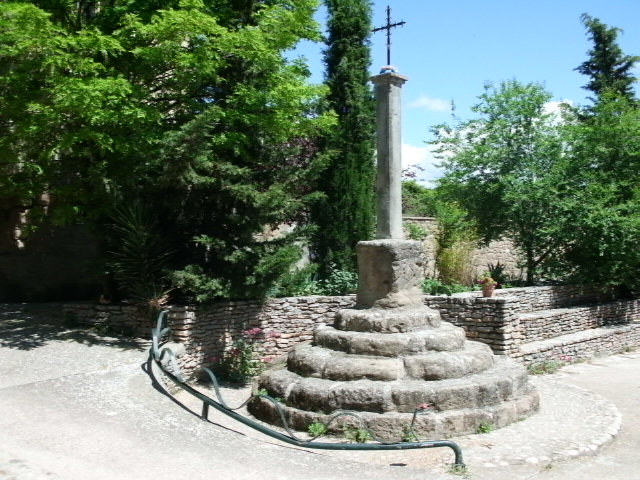
Croce di pietra

La chiesa del paese è San Pietro apostolo, datata al XII secolo ma ha una serie di riforme di XVII e XVIII secolo con le trasformazioni mudéjar.

## Gastronomia
Un dolce tipico di Morrano è il "crespillo de borraja" (borragine clematis).